# Achim Bornhöft
Achim Christian Bornhöft (* 3. November 1966 in Essen) ist ein deutscher Komponist.

## Biografie
Achim Bornhöft studierte an der Folkwang Hochschule in Essen bei Nicolaus A. Huber und Dirk Reith sowie am Center for Computer Research in Music and Acoustics (CCRMA) der Stanford University. Seine Kompositionen und Choreographien (in Zusammenarbeit mit Katja Büchtemann und Ulrich Baumeister) wurden mit diversen Preisen und Stipendien ausgezeichnet und auf internationalen Festivals im In- und Ausland aufgeführt. Achim Bornhoeft lebt in Tübingen und leitet das Studio für Elektronische Musik (SEM) an der Universität Mozarteum, Salzburg.

## Auszeichnungen
- 1987: 1. Preis beim Forum junger deutscher Komponisten
- 1990: 1. Preis beim Kompositionswettbewerb der Cooperativa Neue Musik (CNM)
- 1991: Felix Mendelssohn Bartholdy Förderpreis
- 1991: 1. Preis Bundeshochschulwettbewerb Komposition
- 1993: Folkwangpreis für Komposition
- 1994 – 1995: DAAD-Stipendium am Computer Center for Research in Music and Acoustics (CCRMA), Stanford University, USA
- 1995: Auswahl des Stückes Brentano, Wiegenlied für die Weltmusiktage 1995
- 1997: Auswahl für die Meisterklasse von Brian Ferneyhough und Franco Donatoni der Fondation Royaumont (nicht angetreten)
- 1998: Komponistenstipendium der Heinrich-Strobel-Stiftung des Südwestfunks in Baden-Baden
- 1999: Auswahl des Tanzstückes „Ellis Is.“ für den Wettbewerb „Blaue Brücke“ des Dresdner Zentrums für zeitgenössische Musik
- 2000: Auswahl des Tanzstückes „Ellis Is.“ für das Theaterfestival „Theaterzwang 2000“
- 2001: Arbeitsstipendium als Gastkünstler am Zentrum für Kunst und Medientechnologie (ZKM), Karlsruhe
- 2003: Atelierstipendium am Mummelsee (Bildende Kunst)
- 2006: Arbeitsstipendium am Künstlerhaus Lukas, Ahrenshoop (nicht angetreten)

## Werke
- Landgang (1987) Oboe, Klavier
- Oberflächen (1988) 7 Instrumente
- splitting images (1989) Kammerorchester
- Nächte zwischen den Gezeiten (1989) Streichquartett
- Außer Aura (1990) Klavier, Violoncello, Flöte (Bassflöte), Bariton, Mezzosopran
- ...Siehe SOMMER Folgende... (1990) 40 Akteure, Stereo-Tonband
- Gute Nacht, Amerika (1991) Klavier
- ambito (1991) Horn
- artificial clichés (1991) 4(2)-kanaliges Tonband
- ... and at the same time ... (1991) Hörspiel (nach The Bomb von Robert Lax)
- chant up (1992) 4-kanaliges Tonband
- Cabotina (1992) 8 Tänzer, 4-kanaliges Tonband
- cinema color (1992) 4 Schlagzeuger, Mundharmonika (Stereo-Tonband)
- Germania 7 (1993) Stereo-Tonband (Collage über die privaten Tonbandaufnahmen von Alfried Krupp)
- Das Maß der Mitte (1993) 13 Instrumente
- Aus den Auren (1993) 7 Instrumente, Sopran, Stereo-Tonband (optional)
- Brentano, Wiegenlied (1993) 16 Stimmen, Stereo-Tonband
- Waiden (1994) Orchester
- d is appear (1994) Violine, Violoncello, Klavier
- Elektronische Lesung I (1995) Stereo-Tonband
- Elektronische Lesung II (1995) Stereo-Tonband
- FLOOT (1995) 6 Tänzer, Stereo-Tonband
- hologram rose (1996) 6(2)-kanaliges Tonband
- invar (1996) 1 Tänzer, 1 Tänzerin, Bassklarinette (Klarinette), präpariertes Klavier, E-Gitarre, Stereo-Tonband, Live-Elektronik
- Halbzeit (1997) 2 Gitarren
- vongralswegen (1997) Stereo-Tonband (Schauspielmusik für das gleichnamige Stück von Theater Total, Bochum)
- virtual string (1997) Stereo-Tonband
- Beantworter (1997) Mezzosopran, Bariton, Klavier (Text: Marcel Beyer)
- Collector's Cut (1997) E-Gitarre
- Reigen (1998) Stereo-Tonband (Schauspielmusik für Arthur Schnitzlers Drama Reigen)
- local blue (1998) 11 Bläser, Klavier, Kontrabass
- Lumen B (1998) 3 Tänzer, 2 Tänzerinnen, Stereo-Tonband, Pauken, Live-Elektronik
- Infrarot (1999) 4 Schlagzeuger, Stereo-Tonband
- Ellis Is. (1999) 3 Tänzer, 3 Tänzerinnen, Stereo-Tonband, Chor, Live-Elektronik
- swamp remains (2000) E-Gitarre, E-Bass
- Aquarum? (2000) 1 Tänzerin, Stereo-Tonband
- Venedig Privat - venice in private parts (2000) Schlagzeug, Stereo-Tonband
- Weitweg (2000) Violoncello, Akkordeon (Bajan)
- Nirvana DC (2000/2002) 8(2)-kanaliges Tonband
- Amnesisch Blau (2001) Violine, Viola, Violoncello, Klavier
- requiem (2001) Ensemble, Chor, Solisten, Elektronik
- libera me (aus requiem) (2001) 4-stimmiger, gemischter Chor
- traktus / insprinc (aus requiem) (2001) 8 Stimmen, Live-Elektronik
- 10 Songs von Charles Ives (2002) 13 Instrumente, Sopran (Instrumentation)
- Parker had trouble sleeping (2002) Video
- final cut (2002) E-Gitarre, Sampler, Orchester
- TalaMaze (2002) 2 Tänzerinnen, Stereo-Tonband
- Courage (2003) Stereo-Tonband
- Thin as pain (2003) 1 Tänzer, 1 Tänzerin, Bühneninstallation, E-Gitarre
- Acid Rain Dreams (aus Thin as Pain) (2003) E-Gitarre
- Linea (2003) Altflöte
- Polaroid (2003) 3 (7) Schlagzeuger, Edelstahlskulptur
- Solitär (2003) 3 Rahmentrommeln
- Quader (2003) 8 Schlagzeuger
- Immer mehr | Reklame (2003) 5 Instrumente, Sopran, Stereo-Tonband
- Immer mehr (2003) Sopran, Stereo-Tonband
- Reklame (2003) 5 Instrumente, Sopran (Text: Ingeborg Bachmann)
- Orplid: Spiegel und Schilf (2003) Installation (Landart)
- TransParent (2004) 17 Instrumente, Live-Elektronik
- Zol (2004) Trompete
- Perfor (2004) Trompete, Schlagzeug
- Bannwald (2004) Stereo-Tonband (Soundscape)
- Zweige (2005) Sopran, Violoncello, Klavier
- Lack (2005) Flöte, Klarinette, Live-Elektronik
- Concent (2005/2006) Streichquartett, Live-Elektronik
- Stummer Ort (k2h-bridge) (2006) Stereo-Tonband
- Eindruck (2006) Flöte, Klarinette, Violine
- Bannbullen (2007) Mono-Tonband
- Sepia (2008) Flöte, Klarinette, Violine, Violoncello, Klavier
- Seidenmatt (2008) 4 Flöten, 4 Klarinetten
- Aceton (2009) 4 E-Gitarren, Computer
- ab70 - Naturell (2010) Computermusik (2ch)
- ab71 (2010) 4 Instrumente, Live-Elektronik
- ab72 - Landschrift (2010) Orchester, UA: 21. Januar 2011 im Sendesaal des hr in Frankfurt am Main

## Texte
- Achim Bornhöft: Die Wirklichkeit als Abbild. In: Positionen. Hrsg. von Gisela Nauck. 59/2004 S. 14–17. ISSN 0941-4711
- Achim Bornhöft: ... and at the same time. In: Das interaktive Hörspiel als nicht-erzählende Radiokunst. Hrsg. von Hartmut Geerken. Folkwang Texte 6. Essen, 1992. S. 57–70, ISBN 3-89206-480-6